# Ho Či Min

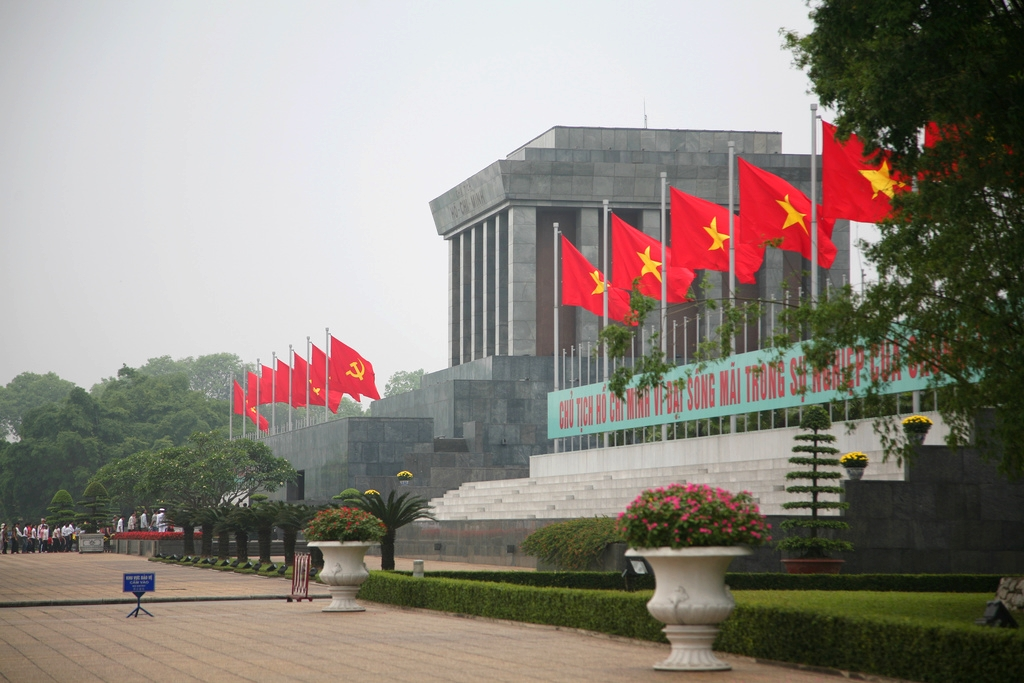
Ho Či Minovo mauzoleum v Hanoji je místem, kde je uchováno Ho Či Minovo balzamované tělo

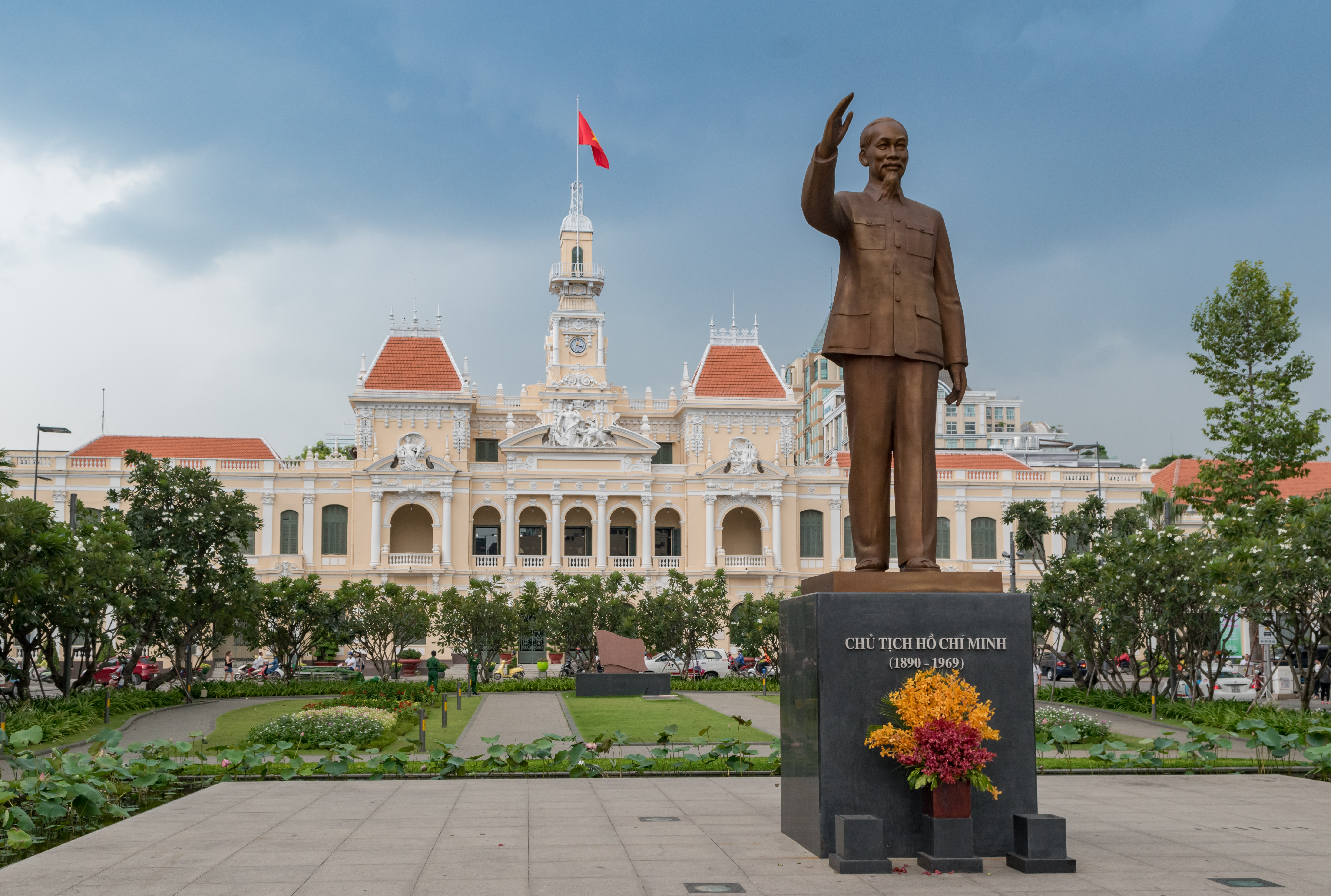
Socha v severní části bulváru Đường Nguyễn Huệ v Ho Či Minově Městě, v pozadí stará městská radnice

Ho Či Min  výslovnost (vietnamsky psáno Hồ Chí Minh, 19. května 1890 Hoàng Trù, Francouzská Indočína – 2. září 1969 Hanoj, vlastním jménem Nguyễn Sinh Cung) byl vietnamský prezident, vůdce boje za národní osvobození. Jeho politický pseudonym lze přibližně přeložit jako „Ten, kdo je osvícený“ nebo „Ten, kdo osvětluje cestu“.

## Biografie

### Mládí
Narodil se ve vesnici Hoàng Trù v provincii Nghe An v severní části Vietnamu v rodině konfuciánského učence a císařského soudce Nguyen Sin Hua. Dnes je na místě rodného domu muzeum Kim Liên. Měl dva bratry a sestru. Jeden z bratrů zemřel v dětském věku a sestra pracovala jako úřednice ve francouzské armádě. Ho Či Min navštěvoval francouzské lyceum v přístavním městě Hue a pak 6 měsíců vyučoval francouzštinu a vietnamštinu v Phan Thiết.

### Život mimo Vietnam
Na francouzském parníku Amirale de Latouche-Treville připlul 5. července 1911 do Marseille, kde se neúspěšně hlásil do koloniální školy. Do roku 1917 pracoval na lodích jako kuchařský pomocník a procestoval několik zemí. V letech 1919–1923 žil ve Francii. Byl zakládajícím členem Francouzské komunistické strany. V roce 1923 odešel z Paříže do Moskvy, kde pracoval pro Kominternu. V letech 1924–1927 pobýval v Číně. 

### Zpět ve Vietnamu
Roku 1941 se po třiceti letech vrátil do Vietnamu, kde vedl osvobozenecké levicové hnutí Viet Minh proti Vichistické Francii a japonským okupačním silám. Po Srpnové revoluci vyhlásil Ho Či Min 2. září 1945 v Hanoji vietnamskou nezávislost a byl zvolen doživotním prezidentem. V letech 1945–1955 zároveň zastával funkci premiéra. Během války v Indočíně vedl Ligu za nezávislost Vietnamu v boji proti francouzské koloniální nadvládě. Stál v čele Severního Vietnamu během války ve Vietnamu proti vojskům Jižního Vietnamu a expedičním armádním silám Spojených států a jejich spojencům.
Byl také spisovatelem, novinářem a básníkem. Mluvil plynně francouzsky, anglicky, rusky, kantonsky a mandarínsky. Jako prezident bydlel v domku zahradníka vedle bývalého paláce francouzského guvernéra, pozdějšího vietnamského Prezidentského paláce. Zemřel 2. září 1969 na srdeční selhání ve svém hanojském domě ve věku 79 let.

### Kult osobnosti
Ho Či Min byl znám svým jednoduchým životním stylem a pokorou, přesto byl už za svého života, ale zejména po smrti centrem silného kultu osobnosti. V Hanoji bylo na náměstí Ba Đình postaveno tzv. Ho Či Minovo mauzoleum ve stylu Leninova mauzolea. Otevřeno bylo v roce 1975, stojí poblíž místa, kde Ho Či Min 2. září 1945 veřejně přečetl Deklaraci nezávislosti.
Jeho nabalzamované tělo je vystaveno v mauzoleu na náměstí v Hanoji navzdory tomu, že si přál zpopelnění a rozptýlení svého popela v Severním, Středním a Jižním Vietnamu. 8. května 1978 bylo bývalé hlavní město jižního Vietnamu Saigon přejmenováno na Ho Či Minovo Město, na jednom z hlavních bulvárů ve městě, Đường Nguyễn Huệ, je v jeho severozápadní části umístěna jeho socha nadživotní velikosti. 
Rovněž je již po desetiletí vyobrazen na všech bankovkách státní měny, vietnamského dongu.

## Návštěva Československa

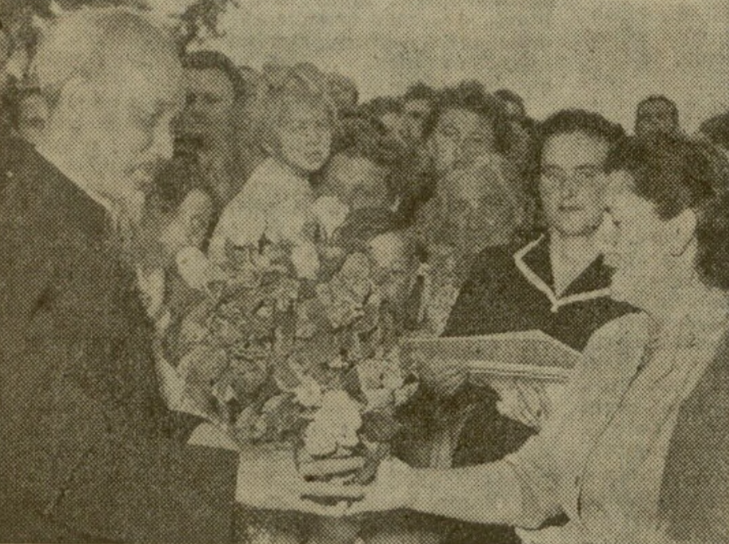
Předsedkyně MNV v Lidicích L. Prošková odevzdává prezidentu Ho Či Minovi kytici růží ze Sadu přátelství a míru (Hlas revoluce, 1. srpna 1957)

Ho Či Min 17. července 1957 přicestoval do Československa. Setkal se zde s prezidentem Antonínem Zápotockým, Antonínem Novotným, položil věnec na hrob neznámého vojína v Národním památníku na Vítkově, v ČKD Sokolovo ve Vysočanech se zajímal o výrobu lokomotiv, navštívil Lidice a jednotné zemědělské družstvo v Horních Salibách na Slovensku. V roce 2017 byla při příležitosti výročí 60 let od Ho Či Minovy návštěvy odhalena v Horních Salibách pamětní deska. Během své cesty navštívil taktéž pionýrský tábor v okrese Nové Strašecí a setkal se s vietnamskými dětmi v Chrastavě (tzv. Chrastavské děti). V roce 1956 poslal Vietnam do Chrastavy více než 100 dětí na několikaletý pobyt. Vietnamské děti byly ubytovány v budově pozdějšího výchovného ústavu a chodily do základní školy spolu s místními dětmi. Před touto školou vietnamská ambasáda v roce 2015 plánovala zhotovení pomníku, který by pobyt vietnamských dětí připomínal.

## Vyznamenání
- velkokříž Řádu znovuzrozeného Polska (Polsko, 1957)[10]
- Leninův řád (Sovětský svaz)
- Řád zlaté hvězdy (Vietnam, 1963)[11]